# Рефик Лендо
Рефик Лендо (Бистро код Новог Травника, 26. јануар 1956) босанскохерцеговачки је политичар, бивши официр Југословенске народне армије (ЈНА) и Армије Републике Босне и Херцеговине (АРБиХ).

## Биографија
Рефик Лендо је рођен 26. јануара 1956. године у селу Бистро код Новог Травника. Основну школу је завршио у Новом Травнику 1969. године, а средњу туристичку школу у Опатији је завршио 1974. године. Дипломирао је на Војној академији у Београду 1980. године.
У редовима ЈНА се налазио од 1980. до 1991. године. У Територијалну одбрану Републике Босне и Херцеговине (ТО РБиХ) ступа у јуну 1992. године. Постао је заповједник штаба ТО Нови Травник. Заједно са Фахрудином Агићем је организовао и спроводио оружане нападе на припадника Хрватског вијећа одбране (ХВО) са подручја општина Ускопље и Нови Травник током 1992. и 1993. године.
Дана 23. септембра 1992. године дошло је до међусобних напада између припадника АРБиХ и ХВО, за које је ХВО оптужио тројицу официра АРБиХ (бивши официри ЈНА): Фахрудина Агића из Ускопља, Мухарема Шабића из Прозора и Ленду из Новог Травнику. Постао је заповједник новоформиране Оперативне групе „Босна” АРБиХ 24. јуна 1993. године, током великих борби у Муслиманско-хрватском рату. Истог дана изведен је напад на хрватске положаја на подручју општине Жепче.
Постао је оперативац у заповједништву 3. корпуса АРБиХ 1994. године, када је добио одликовање Златни љиљан. Године 1995. постао је заповједник 25. дивизија 2. корпуса и био је заповједник операције „Ураган 95” током које је АРБиХ заузела Возућу и јужне обронке планине Озрен. Од 1999. године био је заповједник 2. корпуса све до пензионисања 2004. године.
Године 2004. постао је члан Странке демократске акције, био је члан предсједништва странке. Освоји је мандат на изборима за Представнички дом Федерације БиХ 2006. године. Мандат у Представничком дому прекида 2008. године, када бива изабран за начелника општине Нови Травник и на тој дужност се налазио до 2020. године.

## Учешће у ратни злочинима
Налази се међу осумњиченим припадницима АРБиХ за ратне злочине, етничко чишћење и масакре над Хрватима у БиХ (остали су Сефер Халиловић, Атиф Дудаковић, Фикрет Муслимовић, Селмо Цикотић и остали).
Током операције „Ураган 95”, када је био заповједник ОГ „Босна”, почињен је покољ над рањеним и заробљеним српским борцима, а српско цивилно становништво је протјерано са подручја Возуће и великог дијела Озрена.